# Xipiu de ventre castany

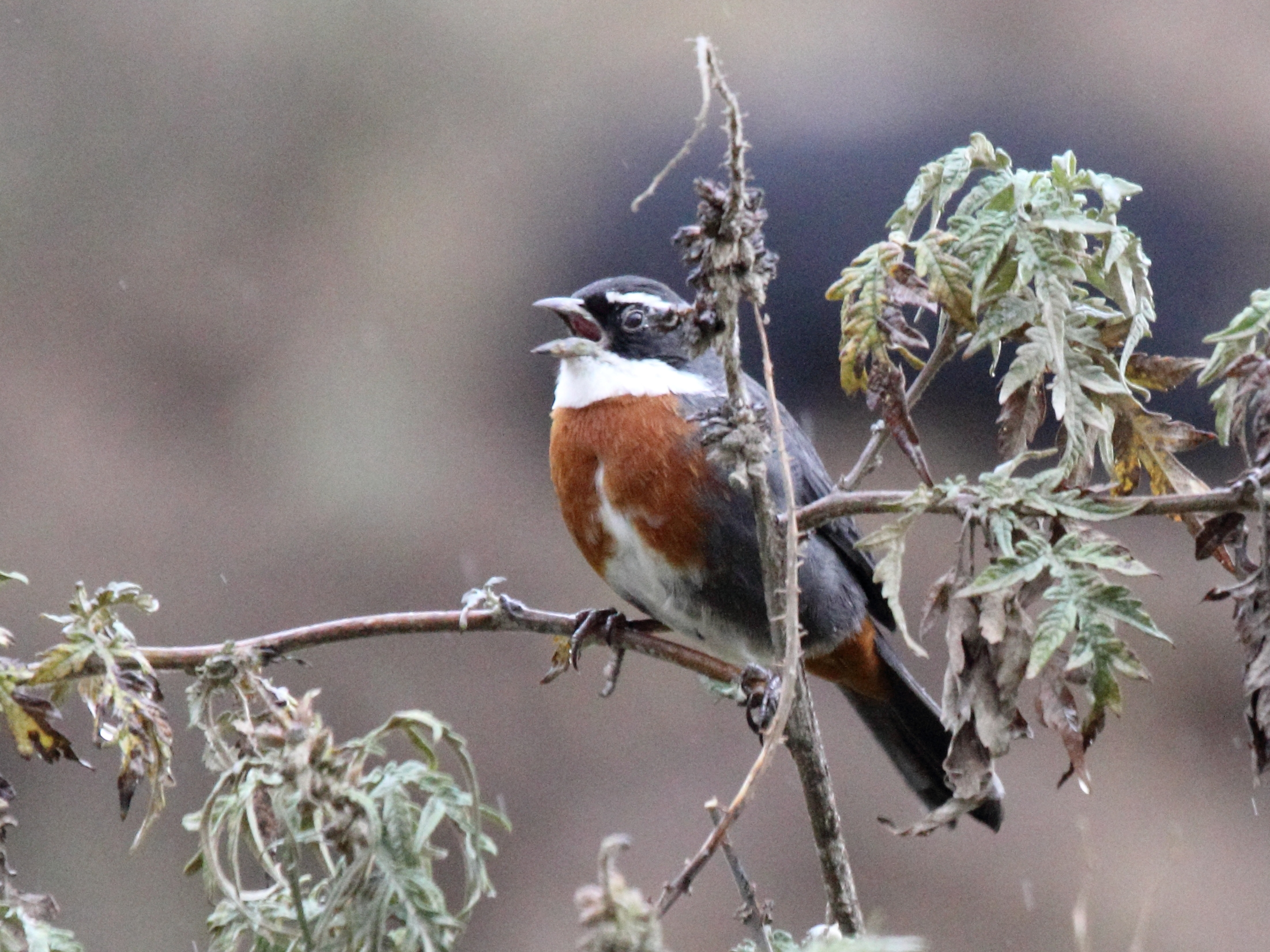
Imatge d'un especimen de Xipiu de ventre castany.

El xipiu de ventre castany (Poospizopsis caesar) és un ocell de la família dels tràupids (Thraupidae).

## Hàbitat i distribució
Habita matolls als boscos dels Andes del sud-est del Perú.